# Виндјачал
Планински ланац Виндија (познат и као Виндијачал) је комплексни испрекидан ланац планинских гребена, брда, висија и платоа у западној-централној Индији. 
Технички, Виндјачал не чини један планински ланац у геолошком смислу. Тачан опсег Виндјачала је слабо дефинисан, а историјски је тај појам обухватио низ различитих брдских система у централној Индији, укључујући и онај који је сада познат као планински ланац Сатпура. Данас се тај израз углавном односи на стрмину који се пружа северно и приближно паралелно са реком Нармада у Мадја Прадешу и њеним брдским продужецима. У зависности од дефиниције, ланац се протеже до Гуџарата на западу, Утар Прадеша и Бихара на северу и Чатисгара на истоку. 
Виндјачал има велики значај у индијској митологији и историји. Неколико древних текстова спомиње Виндјачал као јужну границу Ариаварте, територије древних Индоаријских народа. Иако се данас индоаријски језици говоре јужно од Виндјачала, подручје се и даље сматра традиционалном границом између северне и јужне Индије. Некадашњи Виндија Прадеш добио је име по ланцу Виндјачал. 

## Етимологија и имена
Према аутору коментара о Амаракоши, реч Виндјачал потиче од санскртске речи ваинд (ометати). У митолошкој причи (види доле) стоји да је Виндјачал некада ометао пут сунца, што је резултирало овим именом. Рамајана из Валмикија наводи да је велика планина Виндјачал која је непрестано расла и ометала пут Сунца престала да расте више у складу са Агастиним речима. Према другој теорији, име „Виндија“ на санскрту значи „ловац“ и може се односити на племенске ловце-сакупљаче који насељавају регион.
Простор Виндија познат је и као „Виндијачала“ или „Виндијачал“; суфикс ачала (санскрт) или ачал (хинди) односи се на планину.  У Махабхарати се подручје назива и Виндијападапарвата. Грчки географ Птоломеј назвао је ланац Виндиус или Оуиндион, описујући га као извор река Намадос (Нармада) и Нанагоуна (Тапти). „Даксинапарвата“ („Јужна планина“) која се помиње у Каушитаки Упанишади такође је идентификована са Виндијом.

## Обим
Виндјачал не чини један ланац у правом геолошком смислу: брда заједнички позната као Виндјачал не леже дуж антиклиналног или синклиналног гребена.  Виндија низ је заправо група дисконтинуалних ланаца планинских гребена, брда, висија и платоа. Термин „Виндјачал“ дефинисан је конвенцијом, па је тачна дефиниција подручја Виндјачала варирала у различито време историје. 

### Историјске дефиниције
Раније се термин „Виндјачал“ користио у ширем смислу и обухватао је низ брдских венаца између Индо-ганшке равнице и висоравни Декан. Према разним дефиницијама наведеним у старијим текстовима Виндјачал се пружа до реке Годавари на југу и Ганга на северу.
У одређеним Пуранама, израз Виндјачал посебно покрива планински ланац који се налази између река Нармада и Тапти; односно онај који је сада познат као ланац Сатпура.  Санскрт текст Вараха Пурана користи назив „Виндија-пада“ („подножје Виндије“) за подручје Сатпура. 
Неколико древних индијских текстова и натписа (нпр. Насик Прасасти из Гаутамипутра Сатакарни) помиње три планинска ланца у Централној Индији: Виндија (или „Виндија Пропер“), Ркса (такође Рксават или Рикса) и Париатра (или Парипатра). Три ланца су укључена у седам Кула Парвата („кланске планине“) Бхаратаварше, тј. Индије. Тачна идентификација ова три опсега је тешка због контрастних описа у различитим текстовима. На пример, Курма, Матсија и Браманда Пуранас помињу Виндјачал као извор реке Тапти; док Вишну и Брама Пуранас помињу Рксу као њен извор. Неки текстови користе израз Виндјачал да би описали сва брда у централној Индији. 
У једном одломку, Валмикијева Рамајана описује Виндјачал као смештену јужно од Кишкинде (Рамајана IV-46. 17), која је идентификована са делом данашње Карнатаке. Даље имплицира да се море налазило јужно од Виндјачала, а Ланка преко овог мора. Многи научници су покушали да објасне ову аномалију на различите начине. Према једној теорији, термин „Виндија“ покривао је бројне планине јужно од индоаријских територија у време када је Рамајана настајала. Други, попут Фредерика Едена Паргитера, верују да је у Јужној Индији постојала још једна планина са истим именом. Мадхав Винајак Кибе је сместио локацију Ланка у централној Индији.
Натпис Барабар у пећини Маукари Анантаварман помиње брдо Нагарјуни Бихар као део Виндјачала.

### Данашња дефиниција
Данас је дефиниција Виндјачала првенствено ограничена на средње-индијске стрмине, брда и планине смештене северно од реке Нармаде. Неки од њих су заправо одвојени брдски системи.
Западни крај ланца Виндјачал налази се у држави Гуџарат, близу државне границе са Раџастаном и Мадја Прадешом, на источној страни полуострва Гујарат. Низ брда повезује продужетак Виндјачала са низом Аравали у близини Чампанера. Низ Виндјачала уздиже се у висину источно од Чота Удаипура.
Главно подручје Виндјачала чини јужна стрмина средоиндијске узвисине. Иде отприлике паралелно са реком Нарамада у правцу исток-запад, чинећи јужни зид платоа Малва у Мадја Прадешу. 
Источни део Виндјачала састоји се од више ланаца, пошто се подручје дели на огранке источно од Малве. Јужни ланац Виндјачала пролази између горњег тока река Сон и Нармада да би се састао са ланцима Сатпура на брдима Маикал близу Амаркантака. Северни ланац Виндјачала наставља се према истоку као висораван Бандер и ланац Каимур, који иде северно од реке Сон. Овај проширени ланац пролази кроз некада Виндија Праде, сежући до округа Каимур у Бихару. Грана ланца Виндјачала која се протеже преко Бунделканда позната је под именом Пана. Још један северни продужетак (познат као брда Виндјачал) иде до Утар Прадеша, заустављајући се пред обалама Ганга на више места, близу Варанасија. 
Виндјачал висораван је висораван која лежи северно од централног дела ланца. Платои Рева - Пана такође су заједнички познати као висораван Виндјачал. 

## Надморска висина
Различити извори се разликују у вези просечне надморске висине Виндјачала, у зависности од њихове дефиниције ланца. МЦ Чатурведи спомиње просечну надморску висину од 300 м. Прадеп Шарма наводи да је „општа висина“ Виндјачала 300–650 м, ретко прелази 700 м током својих 1200 км дужине.
 

Највиша тачка Виндјачала је Сад-бхавна Шикар ("Врх добре воље"), који лежи на 2.467 ft (752 m) изнад нивоа мора. Такође познат као врх Калумар или врх Калумбе, налази се у близини Сингрампура у округу Дамох, у подручју познатом као брда Банрер или Пана. Историјски текстови укључују Амаркантак (1000+ м) у Виндјачалу, али данас се он сматра делом ланца Мајкал, који се сматра продужетком Сатпура.

## Културни значај
Виндјачал се сматра традиционалном географском границом између северне Индије и јужне Индије, и има истакнут статус у митологији и географији Индије. У древним индијским текстовима, Виндјачал се види као демаркациона линија између територија Индо-Аријеваца и осталих. Најстарији хиндуистички текстови сматрају је јужном границом Ариаварте. Махабхарата помиње да Нишаде и друга племена Млецча бораве у шумама Виндјачала. Иако су се индо-аријевски језици (као што су Маратхи и Конкани ) проширили на југу Виндјачала касније, Виндјачал је настављен да се сматра традиционалном границом између северне и јужне индијске нације. 
Виндјачал се појављује на истакнутом месту у индијским митолошким причама. Иако Виндјачал планине нису превисоке, историјски су сматране изузетно неприступачним и опасним због густе вегетације и непријатељских племена која тамо пребивају.  У старијим санскртским текстовима, попут Рамајане, описани су као непозната територија заражена људождерима и демонима. Каснији текстови описују подручје Виндјачала као пребивалиште жестоког облика Шакти (богиње Кали или Дурга), која тамо живи од убијања демона. Описана је као Виндијавасини („становница Виндија“), а храм посвећен њој налази се у граду Виндијачал, Утар Прадеш.  Махабхарата спомиње Виндјачал као „вечито пребивалиште“ Кали.
Према једној легенди, планина Виндјачал се некада такмичила са планином Меру, нарастајући тако високо да је ометала сунце. Мудрац Агастиа је тада затражио од Виндјачала да се спусти, како би му олакшала прелазак на југ. Из поштовања према Агастији, планина Виндјачал је спустила висину и обећала да неће расти док се Агастиа не врати на север. Агастиа се настанио на југу, а планина Виндјачал, верна својој речи, никада више није расла.
Кишкинда Канда из Валмикијеве Рамајане помиње да је Маја изградила вилу у Виндјачалу. У Дашакумарачарити, краљ Рајахамса од Магаде и његови министри стварају нову колонију у шуми Виндјачал, након што су протерани из свог краљевства након ратног пораза. 
Виндјачал планине су један од једина два планинска ланца која се помињу у националној химни Индије, а други су Хималаји.

## Реке
Неколико притока система Ганга-Јамуна потиче из Виндјачала. Ту спадају Чамбал, Бетва, Дасан, Кен, Тамса, Кали Синд и Парбати. Ове реке теку низ северне падине Виндјачала. 
Реке Нармада и Сон теку низ јужне падине Виндјачала. Обе ове реке извиру на брдима Маикал, која су сада дефинисана као продужетак Сатпура, иако неколико старијих текстова користи термин Виндија да их обухвати (види Историјске дефиниције горе). 

## Геологија и палеонтологија
„Виндија Супергруп“ је једна од највећих и најдебљих седиментних сукцесија на свету.
Најранији познати вишећелијски фосили еукариота (нитасте алге) откривени су из басена Виндјачал из периода од пре 1.6 до 1.7 милијарде година.